# Ivekovićeva kuća s mlinom
Ivekovićeva kuća s mlinom, građevina u mjestu Biškupec Zelinski, gradu Sveti Ivan Zelina, zaštićeno kulturno dobro.

## Opis
Ivekovićeva kuća s mlinom nalazi se u Biškupcu Zelinskom, u kraju koji je nekoć imao velik broj mlinova. To je zidana slobodnostojeća katnica podignuta na prijelazu 19. u 20. st. Pravokutne je tlocrtne osnove te pokrivena dvostrešnim krovištem. U prizemlju je bio smješten mlinski pogon, dok je kat imao stambenu namjenu. Stropnu konstrukciju čini drveni grednik ožbukanog podgleda. U neposrednoj blizini nalazi se manja drvena mlinica pravokutnog tlocrta s četverostrešnim krovištem. Građena je od vodoravno slaganih planjki utorenih na uglovima na “hrvatski vugel”. Objekti su bili u funkciji do 1968. te su gotovo jedini primjerci mlinova toga kraja koji su sačuvani u izvornom obliku.

## Zaštita
Pod oznakom 3830 zaveden je kao nepokretno kulturno dobro - pojedinačno, pravna statusa zaštićena kulturnog dobra, klasificirano kao "profana graditeljska baština".